# Crotalaria bemba
Crotalaria bemba är en ärtväxtart som beskrevs av Rudolf Wilczek. Crotalaria bemba ingår i släktet sunnhampor, och familjen ärtväxter. IUCN kategoriserar arten globalt som livskraftig. Inga underarter finns listade i Catalogue of Life.